# ソニー・ミュージックレコーズ
ソニー・ミュージックレコーズ（Sony Music Records）は、ソニー・ミュージックレーベルズの社内レコードレーベル。通称は「ソニー」、メインレーベル名の「ソニーレコード」、頭文字の「SMR」、規格品番の「SR」等。
旧CBS・ソニーレコード（CBS/Sony Records）の流れを汲む、ソニー・ミュージックエンタテインメント（SME）グループでは最も長い歴史を持つレーベルである。また、株式会社ソニー・ミュージックレコーズ（Sony Music Records Inc.）は、ソニー・ミュージックレーベルズのかつての社名（商号）で、2001年10月1日から2014年3月31日まで存在していたSMEグループの機能子会社かつレコード会社である。

## 沿革
- 1968年3月11日 - CBS・ソニーレコード株式会社（CBS/Sony Records, Inc.）設立[3][注 1]。
- 1971年7月 - ロック・ポップス系レーベル「EPIC」新設。当初は洋楽のみだったが、3か月後、CBS・ソニーレーベルから鞍替えしたハイソサエティーを皮切りに邦楽にも進出した。
- 1973年8月21日 - 株式会社CBS・ソニー（CBS/Sony Inc.）に商号変更。
- 1976年3月 - EPICレーベル、邦楽の制作を打ち切り、洋楽専用レーベルに戻る。同レーベルからリリースされた邦楽音源はCBS・ソニーレーベルの管轄になる。
- 1978年8月21日 - レーベル・EPICをEPIC・ソニー（後のエピックレコードジャパン → ソニー・ミュージックレーベルズ）として会社を設立。但し、浅田美代子や麻生よう子ら、CBS・ソニーから発売されたEPICの邦楽音源はCBS・ソニーが引き続き管理。
- 1983年
  - 後藤次利によりロック系レーベル「FITZBEAT」新設。
  - 8月 - CBS・ソニーレコード株式会社から商号変更した株式会社CBS・ソニーグループの企画制作部門を、株式会社CBS・ソニーとして分離。
- 1988年3月1日 - 株式会社CBS・ソニーは株式会社CBS・ソニーグループに吸収合併される。
- 1991年4月 - 株式会社CBS・ソニーグループの株式会社ソニー・ミュージックエンタテインメント（SMEJ）への商号変更を機に、レーベル名をSony Records（ソニーレコード）に変更。
- 1992年4月 - レーベル・Trefort、FITZBEAT、EPIC内のMAJOR FORCE、LIFE/SIZEを新設のキューン・ソニーレコードに移管。
- 1998年11月 - ロック系レーベル・SME Records新設。同時に洋楽部門（米Columbia等の原盤）を同レーベルへ移行させる（Sony ClassicalはSony Recordsレーベルに保留）。
- 2001年10月1日 - SMEの制作部門の分離に伴い、株式会社ソニー・ミュージックレコーズ（以下SMR）設立。Sony Records等のレーベルを継承。洋楽部門はソニー・ミュージックジャパンインターナショナル（SMJI）へ移行。
- 2003年4月1日 - レーベル・SME RecordsをSMEレコーズ（以下SMER）として会社を設立（後の吸収合併で元に戻る）。ロック系レーベルgr8!records新設。
- 2006年11月 - ソニーレコードをベースにしたレーベルSTUDIOSEVEN Recordingsを新設。
- 2010年4月1日 - STUDIOSEVEN Recordingsとgr8!recordsが統合し、新生・gr8!recordsとしてスタート（STUDIOSEVEN Recordingsに所属していたアーティストはgr8!recordsもしくはSony Recordsへ内部移籍）。
- 2011年4月1日 - 歌謡曲・演歌部門となるACルームをソニー・ミュージックダイレクト（SMD）に移管し、SMRをポップス専用レーベルに変更[4]。
- 2014年4月1日 - SMRを存続会社とし、レーベルビジネスグループの7社を吸収合併・商号変更する形で、ソニー・ミュージックレーベルズ（以下SML）が発足[5]。レーベルとしてのSMRは同社の社内カンパニーレーベルへと移行。これに伴い、SMERは同社（SML）のレーベルに戻った。

## レーベル

### 現レーベル
- Sony Records（ソニーレコード、旧CBS・ソニー。メインレーベル）
- gr8!records（ジーアールエイト!レコード、ロック系レーベル・2003年4月新設）
- MASTERSIX FOUNDATION（マスターシックス・ファウンデーション、2003年新設）
  - 2007年4月以降より、帯部分のトレイ内部に「www.〇〇 (〇はアーティスト名).com」と所属アーティストのホームページ名が記載されている。
- SMR Around the World recordings（エスエムアール アラウンド ザ ワールド レコーディングス）
- N46Div.（エヌヨンロクディヴィジョン、乃木坂46のプライベートレーベル[6]）

### 旧レーベル
- EPIC（エピック、1971年7月に洋楽部門の新レーベルとして発足。同年10月に邦楽部門の制作も開始。ただし邦楽部門は1976年3月まで）
- Odyssey（オデッセイ、元は米国Columbia Masterworksのサブレーベル。よしだたくろうのプライベートレーベルとしてスタートし、後に猫、山本コウタローとウィークエンドも参加。1972年7月 - 1977年12月）
- UMI（うみ（海）、五輪真弓のプライベートレーベル。1972年10月 - 1980年代前半）
- PEOPLE（ピープル、森山良子のプライベートレーベル。1979年2月 - 1994年12月）
- Niagara Records（ナイアガラ・レコード、大瀧詠一のプライベートレーベル。1981年3月 - 2014年3月。以後は親族が継承し、コンピレーション・アルバムの企画制作と旧譜再発売のみ継続）
- FITZBEAT（フィッツビート、後藤次利によって設立[7]。1983年[7] - 1992年3月。現在はKi/oon Musicに統合[7]）
- Silverland（シルバーランド、ふきのとうのプライベートレーベル。1981年5月 - 1991年9月）
- HOLLYWOOD（ハリウッド、伊藤美紀のプライベートレーベル。1987年 - 1989年）
- RAKKYO／楽京（らっきょう、1980年代後半。コマーシャルソングの専門レーベル。CM音楽制作会社「ミスターミュージック」により設立され、後に配給をポニーキャニオンに移行（ソニー時代に制作した音源の発売権はソニーに残る）。一時期レオン・ラッセルの旧譜の日本盤の再発売を行っていた）
- Oo RECORDS（ダブル・オーレコード、1994年11月 - 1998年5月。グループ会社だったが1997年に吸収）
  - Yoo-Loo（ユールー、Niagara Recordsのサブレーベル。Sony Recordsからはリイシュー盤のみリリース）
- Clearwater（クリアウォーター、浜田省吾のプライベートレーベル。1995年 - 2003年3月）
- oafh（オー・エー・エフ・エイチ、朝日美穂のプライベートレーベル。1997年7月 - 1999年12月）
- Rojam Entertainment（ロジャム エンタテインメント、小室哲哉のプライベートレーベル。1998年1月 - 2000年12月。2000年12月に独立、2001年、香港証券取引所GEM市場に上場、2004年に吉本興業の子会社となる）
- SME Records（エスエムイーレコード、1998年 - 2003年3月。2003年4月に会社を設立）
- So-ffio Records（ソフィオ・レコード、露崎春女、2丁拳銃、麻波25など、Sony Music Associated Recordsから一部のアーティストを引き連れ、枝分かれしたレーベル。2000年 - 2003年）
- STUDIOSEVEN Recordings（ステューディオセブン・レコーディングス、2006年11月 - 2010年3月。後にgr8!recordsと統合。）
- Sony Classical（ソニー・クラシカル、クラシック部門、後にSME Records、Epic Recordsの洋楽部門とともにソニー・ミュージックジャパンインターナショナルに移行）
- Fifty Four Sounds（フィフティ・フォー・サウンズ）

## 所属アーティスト

### Sony Records
- adieu（2019年 - ）
- Anly（2015年 - ）
- ORANGE RANGE  (2003年 - 2010年（gr8!records） → 2010年 - 2011年（インディーズ） → 2012年 - 2025年（ビクターエンタテインメント） → 2025年 - )
- the GazettE（2010年 - ）（キングレコードから移籍）
- KID PHENOMENON（2023年 - ）
- ゲーム実況者わくわくバンド（2018年 - ）
- 郷ひろみ（1972年 - 、CBS・ソニー時代の1972年より在籍しており、同社所属の日本人アーティストとしては歴代最長の在籍期間〈50年以上〉を誇る）
- 米米CLUB（1985年 - 1997年、2006年 - ）
  - 石井竜也（1997年 - ）
- 近藤真彦（1985年 - 、2010年2月23日発売の「ざんばら」のみ、ジャニーズ・エンタテイメントより発売）
- Conton Candy（2025年 - ）
- 崎山蒼志（2021年 - ）
- 櫻坂46（2020年 - 、2016年4月 - 2020年10月までは欅坂46、ロゴは櫻坂ロゴ）
- Survive Said The Prophet（2018年 - ）
- スカイピース（2017年 - ）
- supercell（2009年 - 、gr8! records、ソニー・ミュージックダイレクトとの三重在籍）
- SUPER BEAVER（2020年 - ）
- sumika（2018年 - ）
- TiU（2022年 - ）
- DISH//（2013年 - ）
- 中川翔子（2006年 - ）
- なとり（2023年 - ）
- 22/7（2016年 - ）
- 日向坂46（2019年 - 、2016年 - 2019年2月まではけやき坂46、ロゴは日向坂ロゴ）
- BABYMONSTER（2024年 - ）
- MAN WITH A MISSION（2013年 - ）
- miwa（2010年 - ）
- むﾄ（2024年 - ）
- 紫今（2024年 - ）
- Ryubi Miyase（2024年 - ）
- ロザリーナ（2016年 - ）

### gr8!records
- 生田絵梨花（2024年 - ）
- UVERworld（2005年 - ）
- DOPING PANDA（2005年 - 2012年、2022年 - ）
- フィロソフィーのダンス（2020年 - ）
- モノンクル（2019年 - ）
- 森七菜（2020年 - ）
- YUI（2005年 - 2012年）（gr8!records → Sony Records → STUDIOSEVEN Recordings → gr8!records）
  - FLOWER FLOWER（2014年 - ）
- Little Glee Monster（2014年 - ）
- Young Kee（2024年 - ）
- osage（2024年 - ）

### MASTERSIX FOUNDATION
- asmi（2022年 - ）
- ALI（2020年 - ）
- 加藤ミリヤ（2004年 - ）
- キタニタツヤ（2020年 - ）
- くじら（2021年 - ）
- 清水翔太（2008年 - ）
- ZILLION（2023年 - ）
- 當山みれい（2014年 - ）
- TOOBOE（2022年 - ）
- MAISONdes（2021年 - ）
- yama（2020年 - ）
- 遊助（2009年 - ）

### N46Div.
- 乃木坂46（2012年 - ）

## かつて所属していたアーティスト

### ア行
- Iris（2016年 - 2018年）
- earthmind（2011年 - 2013年）
- RSP（2006年 - 2010年）
- 近藤久美子→相本久美子（1974年 - 1979年）（ → 東芝EMIに移籍）
- 青木美冴（1975年 - 1976年）（ → 離脱後、日本コロムビア、キングレコードからそれぞれコラボレートソング、コンピレーション・アルバムに参加）
- 明石家さんま（1979年 - 1981年）（ → ポニーキャニオン）
- 暁月凛（2016年 - 2019年）
- 我妻佳代（1987年 - 1988年）
- 朝丘雪路（日本コロムビア → 東芝音工 → 日本クラウン → CBS・ソニー。その後アーティストとしての活動を休止。2018年4月27日死去）
- 朝風まり（1978年 - 1979年）（現：プリンセス・テンコー）
- 朝倉理恵（1973年 - 1979年）
- 浅田美代子（1973年 - 1975年）（EPIC・ソニー発足前のEPICレーベルに在籍→後述の吉田拓郎と結婚のため引退→離婚、復帰後ビクター（嘉門達夫とのデュエット曲）、ポニーキャニオンからCDシングルを1枚ずつリリース）
- 朝日美穂（1997年 - 2000年）（インディーズからデビュー。「oafh」という専用レーベルを所持 → 再度インディーズへ）
- 梓みちよ（1979年 - 1986年）（キングレコードから移籍 → フリー。原盤権は渡辺音楽出版が所持）
- 麻生よう子（1974年 - 1979年）（EPIC・ソニー発足前のEPICレーベルに在籍 → CBS・ソニー → ポリドール）
- 渥美二郎（1976年 - 2000年）（ → 日本コロムビアに移籍）
- アパッチ（1977年 - 1980年）
- 天地真理（1971年 - 1983年）
- 網浜直子（1985年 - 1987年）
- 鮎川いずみ（1982年 - 1985年）
- アンドレ・カンドレ（1969年 - 1970年）（のちに井上陽水に改名してポリドールから再デビュー → フォーライフ・レコード設立に関与し移籍）
- anderlust（2016年 - 2017年）
- UNLIMITS （2010年 - 2013年）
- 五十嵐浩晃（1980年 - 1985年）（ → キングレコード → アポロン、現在は北海道を中心に活動中）
- 池上季実子（1975年 - 1976年）
- 池田ひろ子（1975年 - 1977年）
- 石原詢子（1988年 - ）（同じSMR内のソニー・ミュージックダイレクトに移籍）
- いしだあゆみ（ビクター → 日本コロムビア → アルファレコード → CBS・ソニー。現在はアーティストとしての活動を停止）
- 和泉友子（1985年）
- 五輪真弓（1972年 - ）（かつては「UMI（海）」という専用レーベルを所持。SMR内のソニー・ミュージックダイレクトに移籍。所属レーベルこそ変更があるが、SMR系レーベル以外のレーベルに所属経験がなく、郷ひろみに次いでソニーでの所属期間が長い）
- 伊藤智恵理（1987年 - 1990年）
- 伊藤麻衣子（現：いとうまい子）（1983年 - 1987年）
- 伊藤美紀（1987年 - 1989年）
- 伊藤由奈（2005年 - 、2011年以降活動休止状態）
- 岩出和也（1997年 - 2004年）（ → キングレコードに移籍）
- 岩崎良美（ポニーキャニオン → CBS・ソニー　シングル、アルバム各1作発売後歌手活動を停止 → インディーズレーベル）
- 上野浩司（1995年 - 1997年）
- The Water Of Life（1997年 - 2001年）
- 内田あかり（1973年 - ?）（東芝音工から移籍。東芝時代は本名の大形久仁子名義で活動）
- HIM（1995年 - 1997年）（解散後、男性ボーカルのHIMKことSHUNGOは、ユニバーサル ミュージックHibikiレーベルより、男性R&BユニットSinのボーカルとして再デビュー）
- HIM-egg（1996年）（シングル1枚だけの単発企画ユニットであったが、解散後、メイン・ボーカルの田岡美樹が、ジェネオンエンタテインメント（現：NBCユニバーサル・エンターテイメントジャパン）より、the Indigoのボーカルとして再デビュー）
- EGOIST（2012年 - 2016年）（2017年よりSME系列のSACRA MUSICに移籍）
- ECHOES（1985年 - 1991年）（解散後、リーダーの辻仁成は「つじ じんせい」の読みでソロシンガー、本名の「つじ ひとなり」の読みで小説家として活躍。ECHOES時代の旧盤は同じソニーミュージックグループのソニー・ミュージックアソシエイテッドレコーズに引き継がれて2000年に再発（辻の専用レーベル「PASSAGIO Discs」より）
- X（1989年 - 1991年）（ → MMG → east west japan、1997年12月解散 → 2007年10月再結成）
- 江原啓之（2007年 - 2009年）
- MBLAQ（2011年 - 2012年）
- Lc5（2010年 - 2012年）
- 大信田礼子（1970年 - 1973年）
- 太田裕美（1974年 - 2006年）（ → SMR内のEpic/Sony Records → ソニー・ミュージックダイレクトを経て、個人事務所「ボイス・アンド・リズム」に移籍）
- 大瀧詠一（1980年 - 2013年12月30日死去）
- 大東恵（1988年 - 1991年）（ → 大東めぐみと改名、その後ワーナーミュージック・ジャパンに移籍）
- OLD（2004年 - 2005年）
- 尾崎紀世彦（1987年）（日本フォノグラム（現・ユニバーサル シグマ） → ビクター → フリー → CBS・ソニー → マーキュリー・ミュージックエンタテインメント（現・ユニバーサル シグマ）。2012年5月30日死去）
- 尾崎豊（1983年 - 1986年、1990年 - 1992年）（ → Mother & Children（所属事務所のレーベル、のちにアルファ・ムーンと合併後MMG → イーストウエスト） → Sony Recordsに再移籍、1992年4月25日死去）
- 小沢なつき（1987年 - 1989年）
- 織田哲郎（1983年 - 1989年（ → プラッツ → BMGビクター → ZOOTREC（エイベックス → インディーズ） → ユニバーサルJ → キングレコード）
- オナニーマシーン（2003年 - 2004年）
- 小野正利（1992年 - 1995年）（ → ビクターエンタテインメント）
- 奥田圭子（1985年 - 1987年）（アポロンから移籍、一時「奥田佳子」名義で活動、一時引退後、SMAに移籍して復帰）
- 小山卓治（1983年 - 1995年）（ → インディーズ）

### カ行
- GARDEN（1992年 - 1993年）（nicoとして活動後、再デビュー。その後アルファミュージック → 日本コロムビア → インディーズ）
- ガガガSP（2002年 - 2006年）（ → LD&K Records・俺様レコード（インディーズ））
  - コザック前田（2004年）
- 鹿島とも子
- カステラ（1989年 - 1993年）（解散後、ボーカルの大木知之はソロユニットTOMOVSKYとなり、EPIC/SONY RECORDS内レーベル「dohb discs」で活動、のちインディーズに移行。カステラのアルバムも同レーベルで再発売された）
- 加藤登紀子（1988年 - 1998年）（ポリドール → CBS・ソニー → UM3/USM Japan）
- かとうゆかり（1982年 - 1985年）
- 金井克子（1969年 - 1982年）（コロムビアから移籍）
- 金山一彦（1987年）
- かの香織（1991年 - 1998年）（ → インディーズ）
- kaho（2013年）
- 紙ふうせん（1978年 - 1979年）（アルファ・アンド・アソシエイツ → CBS・ソニー → キングレコード → West Wing Records → FFA（フォーク・フレンドシップ・アソシエイション=自主制作レーベル）。アルファ時代の音源はソニー・ミュージックダイレクトから発売）
- カルメン・マキ（1969年 - 1970年）（CBS・ソニー → ブルース・クリエイションとのコラボでコロムビアからアルバムを1枚リリース → カルメン・マキ&OZを結成しポリドール → キティレコード（現・ユニバーサルシグマ） → 東芝EMI → ビデオアーツ・ミュージック → パイオニアLDC（現・NBCユニバーサル） → バップ → インディーズ）
- 可愛かずみ（1984年 - 1985年）（1997年5月9日死去）
- 河合その子（1985年 - 1990年）
- 川崎麻世
- 河島英五（1986年 - 1997年）（京都レコードから移籍。2001年4月16日死去）
- 川島なお美（2009年）（キャニオンレコード → 東芝EMI → キングレコード → SMR。2015年9月24日死去）
- 川島みき（1986年 - 1989年）（ → 現在は川島だりあに改名してビーイングに移籍）
- 川田あつ子（1982年）
- 河田純子（1989年 - 1991年）
- canna（1999年 - 2002年）
- 菊地陽子（1983年）（1999年12月23日死去）
- 岸田智史（現：敏志）
- キタキマユ（2000年 - 2002年）
- キャンディーズ（1973年 - 1978年4月4日解散）
- COOLON（2005年 - 2007年）
- 楠瀬誠志郎（1986年 - 1993年、1997年）（CBS・ソニー → キティレコード → Sony Records → ベルウッドレコード）（現在、音源はソニー・ミュージックダイレクトから大半が発売されている）
- Good Coming（2011年 - 2013年）
- 国安修二（1983年 - 1993年）
- 久保田早紀（1979年 - 1984年）（現在は本名の久米小百合名義でクリスチャンシンガーとして活動中）
- 久保田利伸（1986年 - 1998年）（CBS/SONY → Sony Records → SME Records → MASTERSIX FOUNDATION → SME Records）
- GRASS VALLEY（1987年 - 1992年）（解散後、ヴォーカルの出口雅之はビーイングに移籍しソロプロジェクト「REV」として活動 → 本名に戻しファンハウスに移籍 → Suicide Sports Carを結成しユニバーサルに移籍）
- 黒崎輝 （1983年 - 1986年）
- Qwai （2010年 - 2012年）
- 黒木メイサ （2009年 - 2012年）
- 黒猫チェルシー（2015年 - 2018年）
- 96猫（2016年 - 2018年）
- Goose house（2014年 - 2018年）
- K（2005年 - 2016年）（Sony Records → STUDIOSEVEN Recordings → gr8!records → ビクターエンタテインメントに移籍）
- KCB（2008年）
- K DUB SHINE（2003年 - 2005年）
- Keito Blow（2002年 - 2004年）
- けやき坂46（2015年 - 2019年2月）（その後日向坂46にグループ名を改名）
- 元気ロケッツ（2010年〜2012年）
- 高鈴（2003年 - 2009年）
- 剛力彩芽（2013年 - 2015年）
- KOHKI（2001年 - 2003年）
- 国生さゆり（1986年 - 1988年）（ → 現在はSMDR / GT Musicレーベルに所属）
- 古手川祐子（1981年 - 1982年）（ → ポニーキャニオンよりアルバム『Bonte′』をリリースのち、歌手としての活動は休止）
- 小林旭（1993年 - 1999年）（コロムビア → 日本クラウン → ポリドール → Sony Records → 徳間ジャパンコミュニケーションズガウス制作室 → マイトガイレーベル（自主制作レーベル） → テイチクエンタテインメント）
- 小林麻美（1984年 - 1987年）（東芝EMIから移籍 → 引退）
- 小林彩子（1988年 - 1990年）
- 小林恵（1995年 - 1996年）
- 伍代夏子（1987年 - 2011年）（ソニー・ミュージックダイレクトに移籍）

### サ行
- surface（2005年 - 2010年6月解散）
- PSY・S（1985年 - 1996年解散）
- 斉藤さおり（1986年 - 1988年）（ → PLATZ → 麻倉晶に改名してロックイットレコーズ（パイオニアLDC） → バンダイミュージック → ROmantic Modeに加入してキングレコード → 東芝EMI → 一時活動休止後、現在の麻倉あきら名義で徳間ジャパンコミュニケーションズに在籍）
- 早乙女愛（1976年）
- 坂本スミ子（日本コロムビアから移籍）
- 相楽晴子（1986年 - 1988年）（1989年4月に東芝EMIに移籍）
- 桜井幸子（1990年 - 1991年）
- 佐々木祐滋（2010年）
- 佐田玲子
- 佐東由梨（1982年 - 1984年）
- Safarii（2008年 - 2012年）
- SABOTEN（2004年 - 2007年）
- SAYAKA（2002年 - 2005年）（本名の神田沙也加に改名して2011年4月にポニーキャニオンに移籍）
- 沢尻エリカ（2006年 - 2007年）
- 沢田玉恵（1986年）
- 沢田富美子（1981年 - 1982年）
- 3.6MILK（2001年 - 2005年）
- サンボマスター（2003年 - 2011年）（2012年7月にGetting Betterに移籍）
- 椎名へきる（1995年 - 2007年）（ランティス → ワーナー ブラザース ジャパン）
- シーモネーター&DJ TAKI-SHIT（2002年 - 2004年）（2005年3月にシーモネーターはSEAMOに改名してBMG JAPANよりデビュー → 2012年6月にユニバーサルミュージックに移籍）
- C-POINT（1984年11月解散）
- Secret Agent（2000年）
- JPC BAND（2002年）
- JY（2016年 - 2018年）
- 宍戸留美（1990年 - 1993年）
- 子門真人（1993年引退）
- CIVILIAN（2016年 - 2021年）
- シブがき隊（1982年 - 1988年11月解散）
- 清水健太郎（1976年 - ?）
- 清水由貴子（1977年 - 1979年）（2009年4月20日死去）
- JOHNNYS' ジュニア・スペシャル（JJS）（1975年 - 1977年）
- SIAM SHADE（1995年 - 2002年3月解散、2007年に再結成）
- Thinking Dogs （2017年 - 2024年）（解散）
- JUNE（2006年 - 2009年）
- 12.ヒトエ（2001年 - 2003年）
- Jewel（2019年 - 2022年解散、2013年 - 2019年5月までJ☆Dee'Zとして活動）
- ジュディ・オング（1973年 - 1983年）（コロムビア → CBS・ソニー → 東芝EMI → ビクターエンタテインメント）
- joy（2012年）
- 城之内早苗（1986年 - 1990年）（ → ポリスター → Y.Jサウンズ → アップフロントワークス（ゼティマ→ライスミュージック） → ユニバーサルシグマ（キティMME） → テイチクエンタテインメント）
- SHŌGUN（1979年 - 1980年）
- 白井貴子（1981年 - 1986年）（ → ポリスター → ビクターエンタテインメント → ROD（River Of Dreams=自主制作レーベル））
- Serial TV drama（2010年 - 2012年3月解散）
- SINGASUN（2006年 - 2007年）
- 菅原文太（1989年 - 1991年）（テイチクレコード → 日本コロムビア → 東芝EMI → アポロン → CBS・ソニー。2014年11月28日死去）
- 杉田かおる（1982年）（（所属レーベル不詳） → ラジオシティレコード → CBS・ソニー → ポニーキャニオン）
- 杉良太郎（1975年 - 1988年）（ → テイチクレコード（ → テイチクエンタテインメント）へ移籍）
- 鈴木蘭々（1996年 - 1999年）
- Still Small Voice（1996年）（ → イーストウエスト・ジャパンに移籍）
- ステレオポニー（2008年 - 2012年）（gr8!records → Sony Records → 2012年12月解散）
- 須藤薫（1979年 - 1989年、1999年 - 2013年3月3日死去）
- SMILE（1995年 - 2000年）
- 聖飢魔II（1985年 - 1994年）（ → BMGジャパン → BMGファンハウス → 1999年に解散 → 2005年と2010年に期間限定で再集結。二度目の再集結はavex traxから）
- ZEEBRA QUEEN（2010年）
- ゼブラヘッド（1998年 - 2018年）（avex traxに移籍）[8]
- セブンティーンクラブ（1985年）
- センチメンタル・シティ・ロマンス（1975年 - 1976年）（ → キティレコード → 日本コロムビア → ポリドール → ビデオアーツ・ミュージック → BET-TALIS（自主制作レーベル） → ワーナーミュージック・ジャパン）
- 千年COMETS（1987年 - 1988年）
- ZONE（2001年 - 2005年4月に解散 → 2011年8月に期間限定で再結成→2012年6月にメンバー2人で完全再始動するが、2013年2月にメンバーのMIYUが不祥事により所属事務所から契約解除されていた事が明らかになり、2013年4月7日に行われたイベントを以て活動終了）
  - 長瀬実夕（2004年 - 2005年）（元ZONEメンバー）

### タ行
- The Turtles（1999年）
- 大国男児（2011年 - 2013年）
- タイラトシキ（2008年）
- 高橋瞳（2005年 - 2011年）
- 高橋美枝（1983年 - 1985年）（後に「風堂美起」のペンネームで作詞家に転向）
- 高見エミリー（EPIC・ソニー発足前のEPICレーベルに在籍。現：鳩山邦夫夫人）
- TAK-Z（2012年）
- 竹本孝之（1981年 - 1988年）
- 橘いずみ（1992年 - 1997年）（ → ポリスター → 結婚を機に榊いずみ名義でプライエイドレコーズに移籍）
- 谷村有美（1987年 - 1998年）（ → アップフロントワークス・ゼティマに移籍）
- 種ともこ（1985年 - 1997年）（ → ビクターエンタテインメント → インディーズ）
- DOVE（1989年 - 1991年）
- 玉置浩二（1993年 - 1997年、2002年 - 2007年、2012年 - ）
- 玉置成実（2003年 - 2007年）（ → ユニバーサルJ → インペリアルレコード）
- タモリ（1981年）（アルファレコードから移籍。アルファ時代の音源はソニー・ミュージックダイレクトから発売）
- 田山真美子（1989年 - 1991年）
- ダウンタウン（1988年 - 1991年）（その後企画ものとしてavex、east west japan（現：ワーナーミュージック）、R and Cから発売）
- CHI-MEY（2010年 - 2012年）
- 千葉美加（1988年 - 1991年）
- 知念里奈（1996年 - 2001年）
- TUBE（1985年 - 2001年）（ → ソニー・ミュージックアソシエイテッドレコーズに移籍。Sony Records時代の旧盤はTUBE、前田・春畑ソロ作品ともSMARに引き継がれ再発）
  - 前田亘輝（1987年 - 2001年）
  - 春畑道哉（1987年 - 2001年）
- 町支寛二（1992年 - 1996年）（ → 日本クラウン → Ardwolf（自主制作レーベル））
- TSUNAMI（1996年 - 1997年）（シングル3枚のみ発売して契約終了。その後、レディースアコースティックトリオGAV（ガブ）を結成し都内ライブ活動を経て、2010年から「怜良〜Lay-la〜」と改名し、インディーズで活動中。）
- 鶴間エリ（1971年 - 1972年）（デビュー時はCBS・ソニーレーベル。その後EPICレーベルに鞍替え）
- つボイノリオ（1977年 - 1979年）（テイチク → エレック → ユピテル → CBS・ソニー → キングレコード → 東芝EMI → 自主制作）
- T.I GRAND PROJECT（2003年 - 2005年）
- DJ OASIS（2004年 - 2005年）
- DJ KRUSH（1995年 - 1996年、2001年 - 2004年）（ → Mo' WAX（自主制作レーベル））
- dj honda（1995年 - 1998年）（→ dj honda RECORDINGS（自主制作レーベル））
- DJ YUZE（2004年）
- T-SQUARE（1978年 - 2000年）（ → 同じSME系列のヴィレッジレコード（現：ヴィレッジミュージック）→ プライベートレーベルOrange Ladyに移籍。Sony Records時代の旧盤の大半はヴィレッジレコードに引き継がれ発売）
- D-PROJECT（1989年 - 1994年解散）
- てつ100%（1986年 - 1989年）
- 電気グルーヴ（1991年）（同じSME系列のキューンレコードに移籍）
- 東京JAP（1982年 - 1986年）（後にドラムスのヤス赤坂は本名の赤坂泰彦に改名してDJ・MCに転向）
- 童子-T（2004年 - 2005年）
- TWO of US（1995年 - 1999年）
- toutou（2005年）
- 統乃さゆみ（1987年）
- TOKIO（1994年 - 2000年）（ → ユニバーサルミュージック・ユニバーサルJ → ジェイ・ストーム）
- Tomato n' Pine（2011年 - 2012年12月解散）
- 豊川誕（1975年 - 1994年）
- トライアングル（1978年 - 1980年）
- THE 東南西北（1985年 - 1993年）

### ナ行
- 内藤國雄（1976年 - 1977年）
- なおと（現：ナオト・インティライミ）（2001年 - 2002年）（ → インディーズ → ユニバーサルシグマにてメジャー再CDデビュー）
- 永井みゆき（1992年 - 2000年）（ → テイチクエンタテインメントに移籍）
- 中島まゆこ（1971年 - 1972年）（EPIC・ソニー発足前のEPICレーベルに在籍。3枚のシングルをリリースし、1972年12月を以って芸能界を引退）
- 中原理恵（1978年）
- 中村容子（1984年 - 1985年）
- 中山忍（1988年 - 1990年）
- 夏目雅子（1977年）
- 浪花男（1995年、2001年）
- 奈良富士子（1972年 - 1979年）（一時「水島彩子」の芸名で活動時期あり）
- にしきのあきら（現：錦野旦）
- 西崎みどり（ミノルフォンレコードから移籍）
- 西田敏行（東芝EMIから移籍、同じSME系列のソニー・ミュージックアソシエイテッドレコーズ → ビクターエンタテインメント）
  - 西田夢蔵（2007年）
- 西村まゆ子（第2回ホリプロタレントスカウトキャラバングランプリ）
- ν (NEU)（2014年）
- New man Co.,Ltd.（2003年 - 2004年）
- NORTHERN BRIGHT（1998年 - 2000年）（ → 同じSME系列のDefSTAR Recordsに移籍 → LD&K Records）
- 野川明美（都はるみの実妹）
- 野田幹子（1987年 - 1995年）（ → インディーズ）
- ノイズファクトリー（1995年 - 1997年）

### ハ行
- PEARL（1987年 - 1993年）（1991年にSHO-TAこと田村直美のソロプロジェクトに転換、1997年にポリドールで活動再開）
- BYEE the ROUND（2012年 - 2013年）
- ハイソサエティー（1970年 - 1971年）（デビュー時（アルバム）はCBS・ソニーレーベル。その後EPICレーベルに鞍替えし同レーベルの邦楽制作第1号となった）
- ハイ・ファイ・セット（1984年 - 1994年）（アルファ・アンド・アソシエイツ → 東芝EMI → Sony Records。1994年9月解散後は山本潤子のみソロで活動中。アルファ時代の音源はソニー・ミュージックダイレクトから発売）
- Hi-Prix（2008年 - 2009年）
- ハッカドロップス（2016年 - 2017年）
- HOUND DOG（1980年 - 1986年）（ → Mother & Children → 日本コロムビア → R and C、現在は実質大友康平のソロプロジェクト）
- 爆風スランプ（1984年 - 1999年活動休止）
- 橋本江莉果（2011年 - 2012年）
- 長谷直美（1974年 - 1976年）（EPIC・ソニー発足前のEPICレーベルに在籍 → ワーナー・パイオニア、現在はアーティストとしての活動を休止）
- 八田英士（1974年 - 1976年）（東芝EMIから移籍（東芝時代は永田英二名義で活動） → RVC → ビクター（永田英士名義） → 現在は長田栄二名義で音楽プロデューサーとして活動中）
- 服部祐民子（1994年 - 1999年）
- VANILLA（1995年 - 1997年）（1999年活動休止）
- 浜田朱里（1980年 - 1984年）
- 浜田省吾（1975年 - 1998年）（愛奴時代を含む。現在は同じSME系列のSME Recordsに移籍）
- 速水昌未（1987年）
- 原江梨子（1986年 - 1987年）（トリオ → CBS・ソニー → テイチク）
- 原田知世（キャニオン → 東芝EMI → CBS・ソニー → フォーライフミュージックエンタテイメント。CBS・ソニー時代までの音源は角川グループが所持）
- 晴晴゛（2002年 - 2005年）
- ザ・ハンダース（1978年 - 1979年）
- バンバン（1972年 - 1975年）（後にばんばひろふみはEPIC・ソニー、高山厳（バンバン在籍時は「高山ひろし」）は「『いちご白書』をもう一度」の発売前に脱退、ポリドールに移籍。ばんば、高山両者とも現在はアップフロントワークス・ライスミュージックに在籍）
- bump.y（2010年 - 2011年）（2012年6月発売のシングルよりポニーキャニオンに所属）
- P.I.MONSTER（2001年 - 2003年）
- ピーター（1969年 - 1975年）（現在はテイチクエンタテインメントに在籍）
- BEENY & PINK BUNNY（2003年）
- ひいらぎ（2009年 - 2013年）
- ビジーフォー
- Hysteric Blue（1998年 - 2004年）（2003年9月に活動休止したが、メンバーのナオキが強制わいせつ事件により2004年3月に解散。のちにヴォーカルのTamaはThe Screaming Frogsを結成し日本クラウンに移籍）
- PIZZICATO V（1986年 - 1990年）（ノン・スタンダード（テイチク内包レーベル）から移籍 → 日本コロムビア → 2001年3月解散）
- Bivattchee（2003年 - 2005年）（自主レーベル「Indigo Park」を設立、インディーズで活動していたが、2009年3月に解散。ボーカルの堤晋一はソロで活動中。）
- ピポ☆エンジェルズ（2003年 - 2004年）
- 平井堅（1995年 - 2000年）（ → 現在は同じSME系列のDefSTAR Records（2000年 - 2013年）を経て、Ariola Japanに移籍）
- 平手友梨奈（2020年 - 2024年、ユニバーサルミュージックに移籍[9]）
- 平山三紀（現：みき）（日本コロムビア → CBS・ソニー → Invitation → ファンハウス → アップフロントワークス・ライスミュージック）
- THE BOOM（1989年 - 1997年）（ → 1998年、宮沢和史のソロ共々東芝EMIに移籍。活動休止を経てエイベックス → よしもとミュージック。2014年解散）
- フォーリーブス（1968年 - 1978年8月解散、2002年再結成も2009年に青山孝史、2012年に北公次の死去により活動停止。再結成時の新曲はフリーボードとインディーズから発売）
- ブカブカ（1993年 - 1996年）（解散後、はしのえみは女優・タレントに転身）
- ふきのとう（1974年 - 1992年5月8日解散）
- 福原美穂（2008年 - 2014年）
- 藤あや子（1989年 - 2011年）（現在は同じSME系列のソニー・ミュージックダイレクトに移籍）
- 藤田ニコル（2016年）
- BOOM BOOM SATELLITES（2004年 - 2016年）
- the brilliant green（1997年 - 2000年）（ → DefSTAR Recordsに移籍、2009年5月で契約終了後、2010年にワーナーミュージック・ジャパンに移籍）
- プリンセス プリンセス（1986年 - 1996年5月解散。解散後、Sony Records在籍時の音源は同じSME系列のSME Recordsに大半が移動。2012年に期間限定で再結成）
- 古内東子（1993年 - 2003年）（現在はポニーキャニオンのちエイベックス・tearbridge recordsに在籍）
- Pepper Boys
- HEAVY HITTER（2002年 - 2004年）
- POSSIBILITY（2007年 - 2010年）
- ホイフェスタ（2005年 - 2009年）
- 星街すいせい（2024年）（シングル『ビビデバ』リリースに伴う単発所属 なお星街の所属事務所カバー所属タレントが歌唱しているフィジカル盤をリリースする際はソニー・ミュージックに販売を委託している）
- ポピンズ（1986年 - 1987年）
- 堀江淳（1981年 - 1983年）（ → ビクターエンタテインメント。その後ユニット「spoon」を結成し、活動休止後ソロ活動に戻り、2013年4月にビクターからシングルを発売）
- 堀川まゆみ（1978年 - 1993年）
- WHiTE（2002年 - 2003年）
- Whiteberry（1999年 - 2004年3月解散）
- 本田博太郎
- 本田理沙（1988年 - 1991年）
- 本田路津子（1970年 - 1975年）（現在は故郷の福岡でクリスチャンシンガーとして活動中）

### マ行
- 真木ひでと（1975年 - 1980年）（元オックスのボーカル・野口ヒデト。解散後、「野口ひでと」と改名してビクターからソロデビュー。その後フィリップスに移籍もヒット曲に恵まれず、『全日本歌謡選手権』に本名の「野内正行」として出場し10週勝ち抜き、現在の芸名で演歌歌手として再デビューし人気が上昇）
- MACO（2019年 - ）（Virgin Musicから移籍）
- ザ・マスミサイル（2004年 - 2006年）
- マックスむらい（2014年）
- 松田聖子（1980年 - 1995年、2002年 - 2008年）（CBS/SONY RECORDS → Sony Records → マーキュリー・ミュージックエンタテインメント → キティMME → Sony Records → ユニバーサルシグマ）
- 松本典子（1985年 - 1991年）
- 真鍋ちえみ（1982年）
- 魔法少女になり隊（2016年 - 2021年）
- 黛ジュン（キャピトル・レコード（東芝音工） → フィリップス → キャニオンレコード → CBS・ソニー）
- マリーwithメデューサ （1979年 - 1984年）
- マリーン（1983年 - 1988年）（東芝EMI → CBS・ソニー → 東芝EMIに復帰 → フリー）
- MARIA（2005年 - 2010年4月解散）
- MIE（1984年 - 1986年）（ビクター → CBS・ソニー → ポリドール → フリー）
- 水沢アキ（1973年 - 1975年）（歌手デビュー時のキャッチフレーズは「ソニー家の三女」）
- MR.ORANGE（2001年 - 2002年）
- 三純和子（現：かおりくみこ）（本名の小野木久美子名義で日本コロムビアからアニソン歌手としてデビュー → 『君こそスターだ!』でグランドチャンピオンになったのを機に三純和子に改名して一旦CBS・ソニーに移籍。レーベルはEPIC・ソニー発足前のEPICレーベル → 現在のかおりくみこ名義で古巣のコロムビアに復帰）
- み斗ひ（2004年）
- 三田寛子（1982年 - 1987年）
- ミドリカワ書房（2005年 - 2006年）
- mina☆muse（2008年）
- Minimum Wage（2003年 - 2004年）
- 南沙織（1971年 - 1997年）
- 南佳孝（ショーボート（配給はトリオ） → CBS・ソニー／Sony Records → キティエンタープライズ（現・ユニバーサルシグマ） → キューンレコード（事実上のソニーミュージックへの復帰） → ビクターエンタテインメント）
- 南野陽子（1985年 - 1991年）（ → ポニーキャニオンに移籍）
- 簑谷雅彦（みのや雅彦）（1981年 - 1986年）（ → フィリップス → （以降北海道のインディーズレーベル）マジックアイランドレコード → WESSレコーズ）
- 宮沢りえ（1989年 - 1993年）
- 村下孝蔵（1980年 - 1999年）
- 村田恵里（1985年 - 1986年）
- 明和電機（1996年 - 1998年）（ → 徳間ジャパンコミュニケーションズ → R and C）
- 眩暈SIREN（2019年 - 2022年）（SMR Around the World recordings → MASTERSIX FOUNDATION）
- 妄想キャリブレーション（2016年 - 2019年）
- 桃井かおり
- MORISHINS'（2006年）
- 森田公一とトップギャラン（EXPRESS（東芝EMI）から移籍）
- 守山茂樹（1996年 - 1999年）
- 森山良子（1979年 - 1994年）（日本フォノグラム〈 ← フィリップス〉から移籍。専用レーベル「PEOPLE」を所持 → ポリドール → ドリーミュージック）
- 諸岡菜穂子（現・諸岡なほ子）（1991年 - 1995年）（ → 日本コロムビア、現在はアーティストとしての活動を休止）
- もんたよしのり（1990年 - 1995年）（ビクター音楽産業 → 日本フォノグラム → ワーナー・パイオニア → もんた&ブラザーズ名義として古巣の日本フォノグラムに回帰 → 徳間ジャパン → CBS・ソニー／Sony Records）

### ヤ・ラ・ワ行
- 矢沢永吉（1975年 - 1979年）（ → ワーナー・パイオニア → 東芝EMI → GARURU RECORDS（インディーズ））
- 山口百恵（1973年 - 1980年10月15日引退）
- 山瀬まみ（キングレコードから移籍。1997年に桂三枝と「ポンヌフ」というユニット名で『新婚さんいらっしゃい!』のテーマ曲のCDをリリース。現在はアーティストとしての活動を休止）
- 山本コウタローとウィークエンド（1974年 - 1978年）
- 山本みゆき（2004年 - 2010年）（同じSME系列のソニー・ミュージックダイレクトに移籍）
- 山本リンダ（1991年）（ポニーキャニオンから移籍 → テイチクエンタテインメント → パイオニアLDC → 徳間ジャパンコミュニケーションズ）
- 裕木奈江（1993年 - 1995年）（コンチネンタルレコード（テイチクのレーベル）から移籍。現在はアーティストとしての活動を休止）
- 優雅（ゆうや、台湾出身、1974年在籍）
- 雪村いづみ
- UNICORN（1987年 - 1993年）（解散後、奥田民生及び堀内一史（EBI）、阿部義晴は同レーベルでソロ活動を開始、川西幸一と手島いさむはそれぞれ同レーベルで「VANILLA」・「BIG LIFE」というバンドを結成。その後奥田のみ同じSME系列のSME Recordsに移籍。その後キューンレコードに移籍後、自身のレーベル「RAMEN CURRY MUSIC RECORDS」を発足。バンドは2009年よりキューンレコードから再結成。バンドのSony Records時代の音源はSME Recordsへ大半が移動）
- 横田早苗（1983年）
- 吉田兄弟（2002年 - 2009年）
- よしだたくろう（吉田拓郎）（1971年 - 1975年）（エレックから移籍 → フォーライフ・レコード設立に関与し移籍 → Imperial Records → avex）
- 吉田真梨（1976年 - 1978年）
- 吉田真里子（1988年 - 1991年）（ → ブルータートル（自主制作レーベル））
- 吉本坂46（2018年 - 2022年、活動休止）
- 吉本酔虎隊（2003年）
- 四人囃子（1976年 - ?） - 東宝レコードから移籍。キャニオン・レコードに移籍後活動休止。再結成時はBMGビクター。現在も不定期に活動中。
- 米津玄師（2016年 - 2019年）（SME Recordsに移籍）
- LAGOON（2014年 - 2016年）
- ラブハンドルズ（2002年 - 2004年）
- RUFF RHYMERS（2002年 - 2003年）
- Rie fu（2004年 - 2012年）
- LISAGO（1997年 - 1998年）（MCAビクターから移籍 → インディーズ → 東芝EMI → インディーズ → 日本コロムビア → 再びインディーズ）
- little by little（2003年 - 2008年）
- Lip's（1990年 - 1992年）
- Lyrico（1999年 - 2010年）（元の芸名の露崎春女に戻しヤマハミュージックコミュニケーションズに移籍）
- Loop Junktion（2002年 - 2003年）
- LUHICA（2013年 - 2014年）
- ルネ（René Simard）（カナダ出身、1974年に日本でデビューした当時13歳のボーイソプラノ。アルファ・アンド・アソシエイツが原盤制作。現在、音源はソニー・ミュージックダイレクトから発売）
- REBECCA（1984年 - 1991年）（1991年解散後、ヴォーカルのNOKKOは同レーベルでソロ活動開始。その後SMEJと合併前のBMG JAPAN、フォーライフミュージック → GO&NOKKO ltd.（自主レーベル）を経て、2010年よりユニバーサルシグマでメジャー復帰）
- 渡辺千秋（1984年 - 1985年）
- 渡辺典子（1986年 - 1988年）（日本コロムビアから移籍）
- 渡辺真知子（1977年 - 1998年）（ → ソニー・ミュージックダイレクトに移籍）
- 渡辺麻友（2012年 - 2020年）
- 渡辺美奈代（1986年 - 1991年）（ → ファンハウス → キングレコード）

## コンピレーションアルバム・サウンドトラック
| 発売日         | タイトル                                                                                  | 規格品番               | 備考              |
| -------------- | ----------------------------------------------------------------------------------------- | ---------------------- | ----------------- |
| 2002年3月27日  | ADULT CHILD                                                                               | SRCL-5318              |                   |
| 2002年7月24日  | DANCE DELIGHT TRAXX 000 〜DOPE STREET JAMS〜                                              | SRCL-5347              |                   |
| 2002年8月28日  | BRING THE NOISE                                                                           | SRCL-5396              |                   |
| 2002年10月23日 | BRING THE NOISE〜HIPHOP COMPILATION 2                                                     | SRCL-5452              |                   |
| 2002年10月30日 | BRING THE NOISE〜LOUD SIDE〜VOL.1                                                         | SRCL-5453              |                   |
| 2002年11月20日 | WINTER LOUNGE                                                                             | SRCL-5492 SRCL-5494    |                   |
| 2003年7月2日   | THE COVER                                                                                 | SRCL-5564              |                   |
| 2003年8月20日  | E.V.Junkie                                                                                | SRCL-5597 SRCL-5599    |                   |
| 2003年9月18日  | NATURAL VIBES                                                                             | SRCL-5606              |                   |
| 2003年11月6日  | FANTASTIC!                                                                                | SRCL-5577              |                   |
| 2004年6月30日  | E.V.Junkie 2-GUITAROCKING-                                                                | SRCL-5717 SRCL-5719    |                   |
| 2005年4月6日   | BARFOUT!presents『authentica〜mellow』                                                    | SRCL-5896              |                   |
| 2006年1月25日  | MATCHY TRIBUTE                                                                            | SRCL-6223              | オリコン最高26位  |
| 2006年12月13日 | Jewel Songs 〜Seiko Matsuda Tribute & Covers〜                                            | SRCL-6456              | オリコン最高48位  |
| 2006年12月20日 | The songs for DEATH NOTE the movie 〜the Last name TRIBUTE〜                              | SRCL-6459 SRCL-6461    | オリコン最高55位  |
| 2008年3月5日   | Best of LISMO!                                                                            | SRCL-6739              | オリコン最高7位   |
| 2008年8月6日   | The World Sings KUBOTA                                                                    | SRCL-6833              | オリコン最高152位 |
| 2011年1月12日  | We Love Mackey                                                                            | SRCL-7484              | オリコン最高6位   |
| 2011年8月10日  | ZONEトリビュート〜君がくれたもの〜                                                        | SRCL-7680 SRCL-7682    | オリコン最高5位   |
| 2012年10月24日 | SHE LOVES YOU                                                                             | SRCL-8135              | オリコン最高7位   |
| 2013年8月28日  | MikXperience e.p.                                                                         | SRCL-8346/7            | オリコン最高33位  |
| 2014年9月17日  | 初音ミク Thank you 1826 Days 〜SEGA feat.HATSUNE MIKU Project 5th Anniversary Selection〜 | SRCL-8594 SRCL-8597    | オリコン最高14位  |
| 2015年5月27日  | 新宿スワン INSPIRED TRACKS -Selected by 白鳥龍彦-                                         | SRCL-8818              | オリコン最高58位  |
| 2015年9月16日  | 確かに本気の恋だった。                                                                    | SRCL-8886              | オリコン最高28位  |
| 2016年6月8日   | 初音ミク -Project DIVA- X Complete Collection                                             | SRCL-9059 SRCL-9063    | オリコン最高24位  |
| 2017年1月25日  | 君と100回目の恋 Original Soundtrack                                                       | SRCL-9291/92 SRCL-9293 | オリコン最高25位  |